# Expédition 56 (ISS)
Insigne de la mission
Équipage de l'expédition 56
Chronologie
Expédition 55 Expédition 57
L'expédition 56 est le 56e roulement de l'équipage permanent de la Station spatiale internationale. La mission débute en juin 2018, et est commandée par l'astronaute Andrew Feustel.

## Équipage
| Rôle               | Première partie (juin 2018)             | Seconde Partie (juin à août 2018)                |
| ------------------ | --------------------------------------- | ------------------------------------------------ |
| Commandant         | Andrew Feustel, NASA 3e vol spatial     | Andrew Feustel, NASA 3e vol spatial              |
| Ingénieur de vol 1 | Oleg Artemyev, Roscosmos 2e vol spatial | Oleg Artemyev, Roscosmos 2e vol spatial          |
| Ingénieur de vol 2 | Richard R. Arnold NASA 2e vol spatial   | Richard R. Arnold NASA 2e vol spatial            |
| Ingénieur de vol 3 |                                         | Alexander Gerst, ESA 2e vol spatial              |
| Ingénieur de vol 4 |                                         | Serena M. Auñón-Chancellor, NASA 1re vol spatial |
| Ingénieur de vol 5 |                                         | Sergey Prokopyev, Roscosmos 1re vol spatial      |

### Remarque
L'astronaute américaine Jeanette Epps était initialement assignée à l'Expédition 56 en tant qu'ingénieur de vol, et serait devenue la première afro-américaine à rejoindre l'équipage permanent de la Station. Elle fut remplacée par sa doublure, Serena M. Auñón-Chancellor, le 16 janvier 2018. La NASA n'a pas donné d'explication pour ce changement, citant simplement des problèmes de vie privée,.

## Déroulement
L'Expédition 56 a débuté le 3 juin 2018, lors du départ du Soyouz MS-07 de la Station. L'astronaute américain Andrew Feustel en prend le commandement, quelques jours avant que son équipage ne soit rejoint par le Soyouz MS-09.
L'équipage réalise une sortie extra-véhiculaire le 14 juin, au cours de laquelle Andrew Feustel et Ricky Arnold ont installé de nouvelles caméras HD à l'extérieur de la station pour préparer l'arrivée des premiers véhicules commerciaux, dans le courant de l'année suivante.
Au cours de l'expédition, Alexander Gerst et Serena Auñón-Chancellor ont testé l'usage du sextant comme instrument de navigation de secours. Après de premiers tests au cours de la conquête spatiale, notamment lors de la mission Apollo 8, leur objectif était de déterminer une méthode permettant une mesure claire et stable avec un sextant depuis un véhicule spatial.
L'équipage réalise une sortie extra-véhiculaire le 15 août pour installer l'antenne Icarus, une coopération entre Roscomos et DLR visant à étudier les habitudes migratoires d'animaux équipés de puces GPS. Les cosmonautes Oleg Artemyev et Sergey Prokopyev ont également déployé manuellement quatre mini-satellites, et récupéré des échantillons d'expériences installées à l'extérieur du segment russe.
Dans la nuit du 29 août, les contrôleurs au sol ont détecté une baisse de la pression à bord de la station. Après le réveil de l'équipage comme prévu au planning, les opérations de contingence ont déterminé que la fuite provenait du Soyouz MS-09, où un trou de 2 mm de diamètre fut trouvé dans le module orbital. Le trou fut colmaté et la pression du bord, attentivement surveillée depuis le sol, ne montra pas de variation anormale.
Deux sorties extra-véhiculaires étaient programmées pour les 20 et 26 septembre, avec pour objectif le remplacement de douze anciennes batteries nickel-hydrogène par six batteries lithium-ion. Mais le tir retardé du cargo HTV-7, qui devait apporter les nouvelles batteries à bord, a contraint le report de ces deux sorties, reprogrammées aux 19 et 25 octobre suivant, soit pendant l'Expédition 57.

## Vols non-habités vers la Station
Les missions de ravitaillement qui sont arrivées à la Station au cours de l'Expédition 56 :
| Véhicule - numéro de vol ISS | Pays       | Mission    | Lanceur    | Port d'amarrage | Tir (UTC)                   | Arrimage (UTC)            | Désarrimage (UTC)      | Durée     | Désorbitation           |
| ---------------------------- | ---------- | ---------- | ---------- | --------------- | --------------------------- | ------------------------- | ---------------------- | --------- | ----------------------- |
| SpaceX CRS-15 - CRS SpX-15   | Etats-Unis | Logistique | Falcon 9   | Harmony nadir   | 29 juin 2018, 09:42         | 2 juillet 2018, 13:50     | 3 août 2018, 16:38     | 32 jours  | 3 août 2018, 22:17      |
| Progress MS-09 - ISS 70P     | Russie     | Logistique | Soyuz-2.1a | Pirs nadir      | 9 juillet 2018, 21:51:34    | 10 juillet 2018, 01:30:48 | 25 janvier 2019, 12:55 | 199 jours | 25 janvier 2019, 16:50  |
| Kounotori 7 - HTV-7          | Japon      | Logistique | H-IIB      | Harmony nadir   | 22 septembre 2018, 17:52:27 | 27 septembre 2018, 14:09  | 6 novembre 2018        | 45 jours  | 10 novembre 2018, 21:28 |

## Galerie

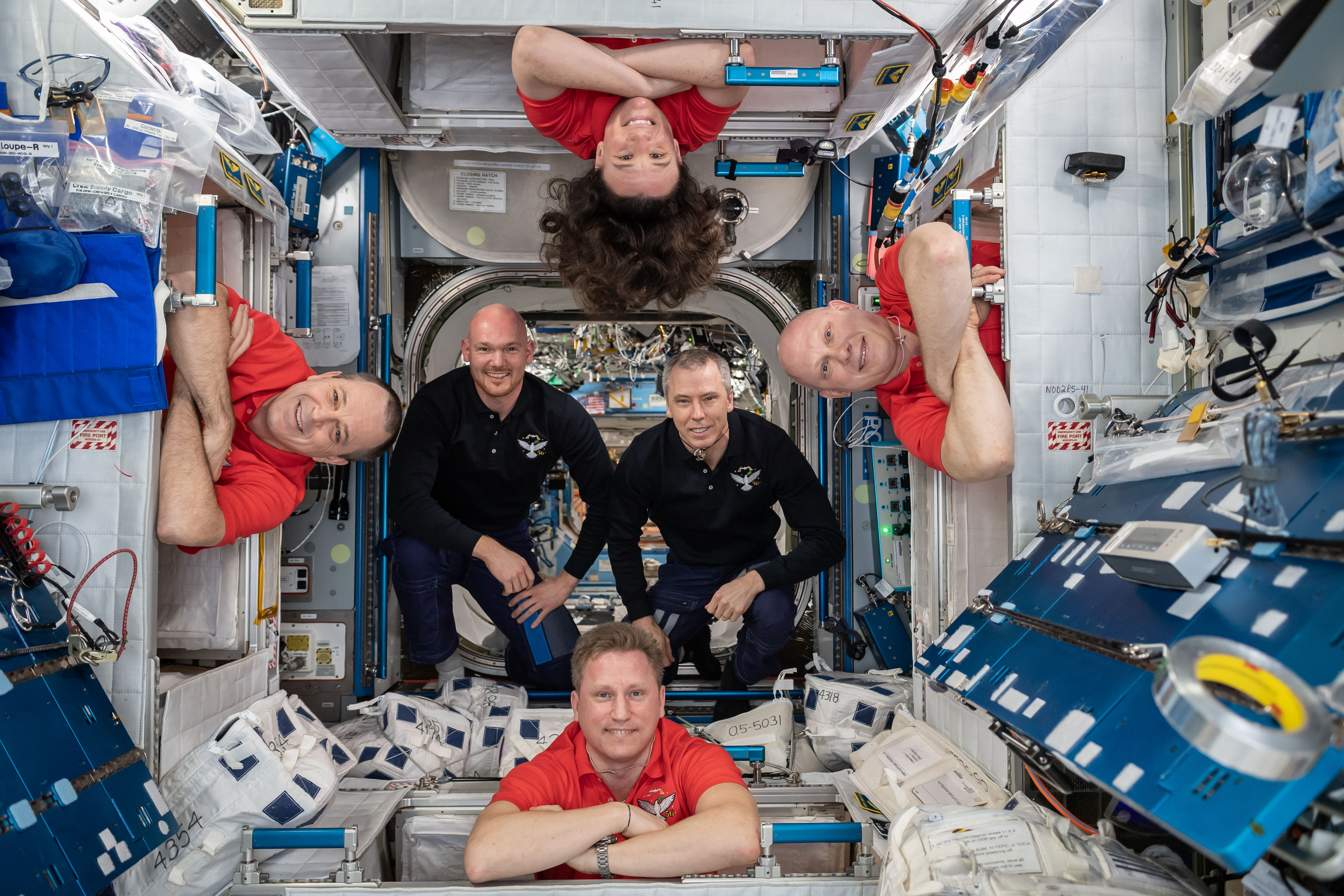
Portrait de l'équipage à bord du module Harmony
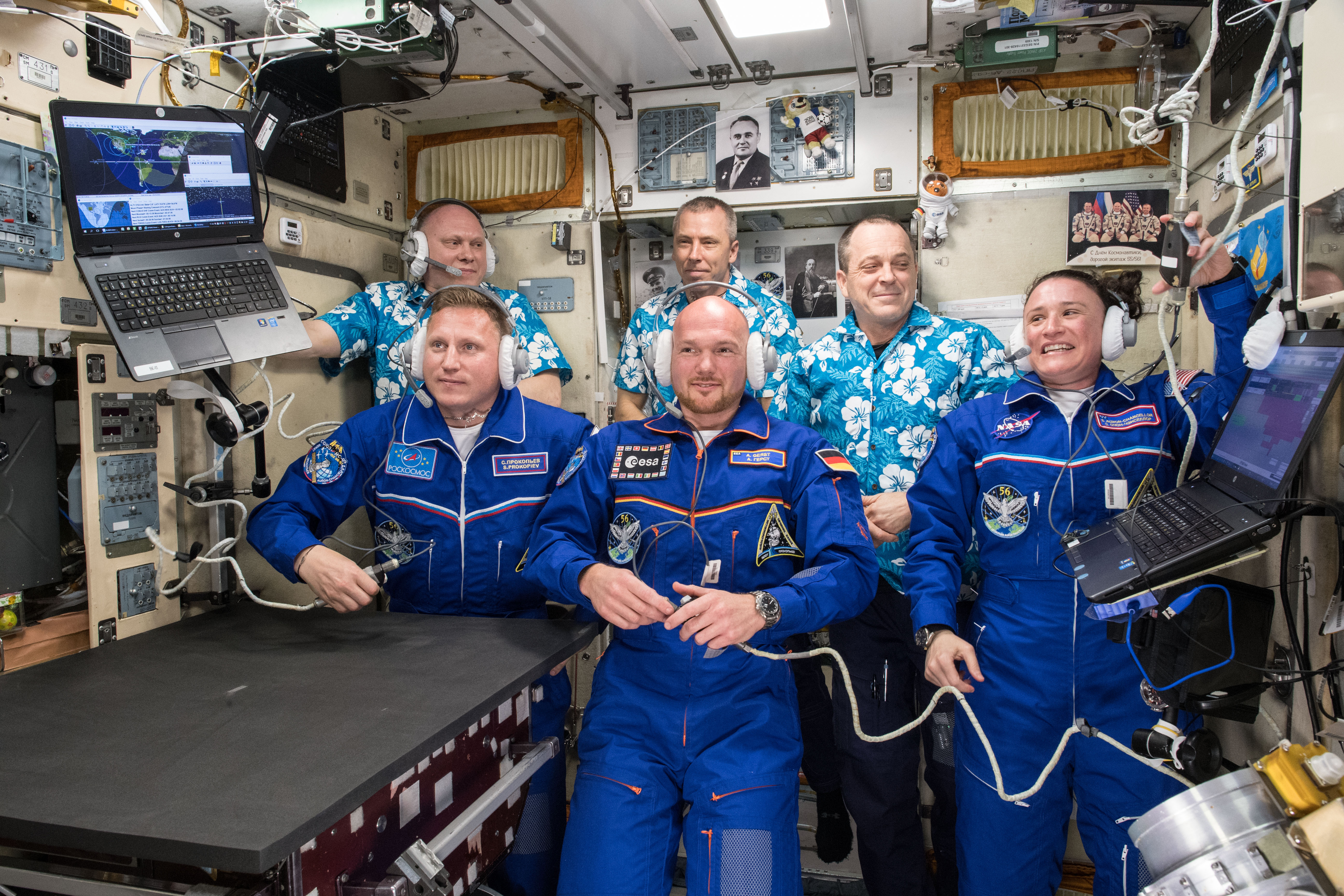
Cérémonie d'arrivée de l'Expédition 56 dans le module Zvezda
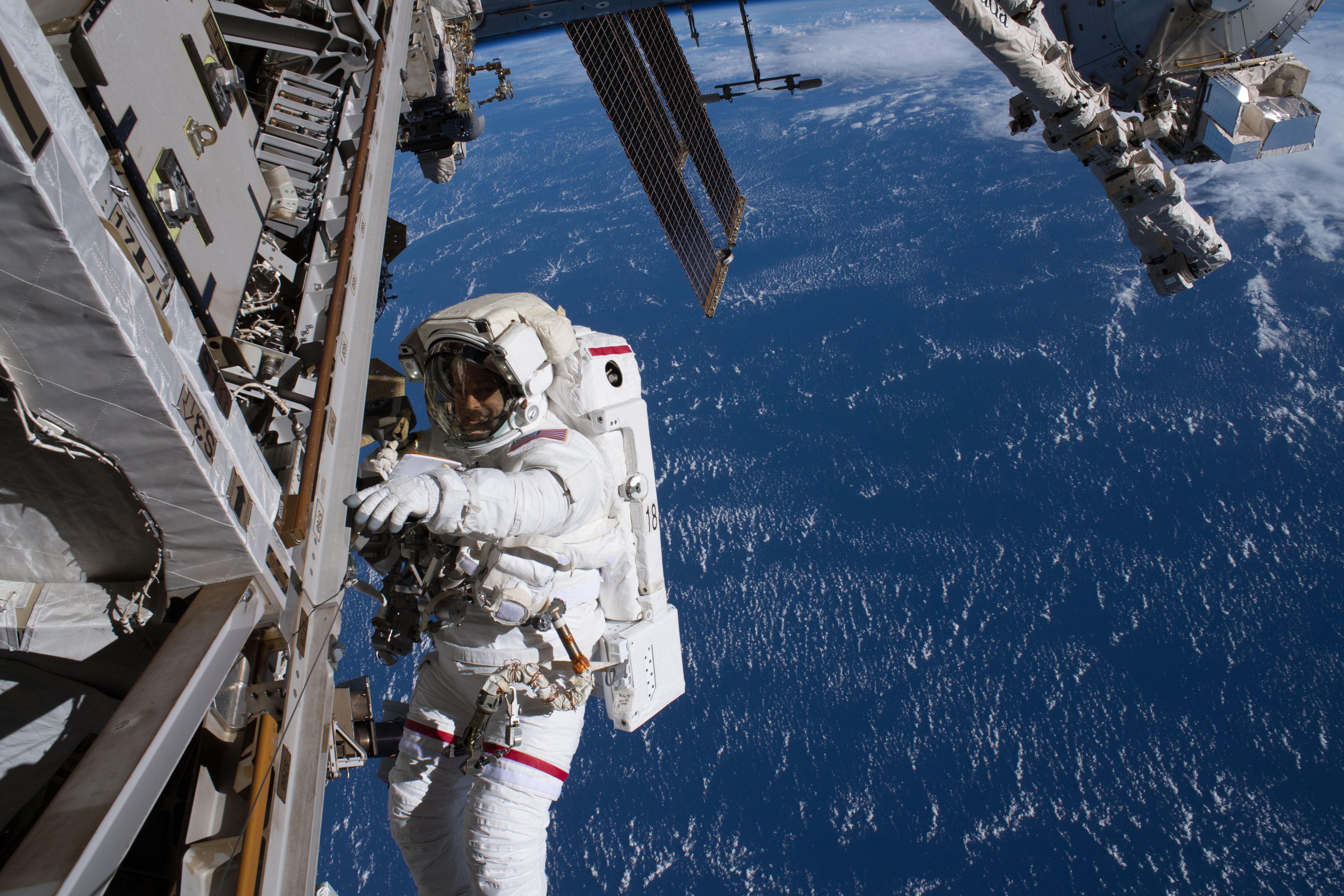
Ricky Arnold pendant une sortie extra-véhiculaire
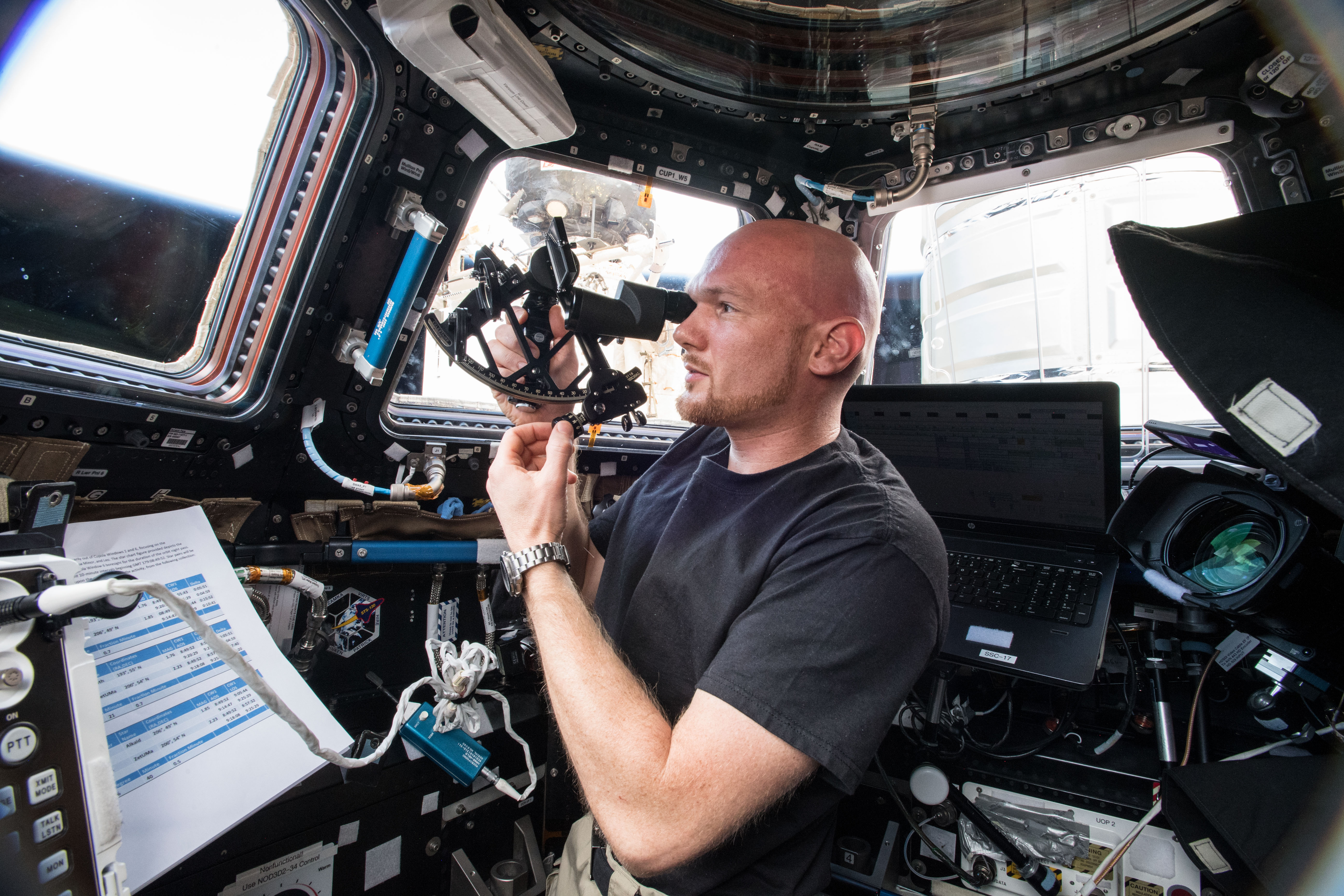
Gerst expérimente la navigation au sextant depuis l'espace, dans la Cupola
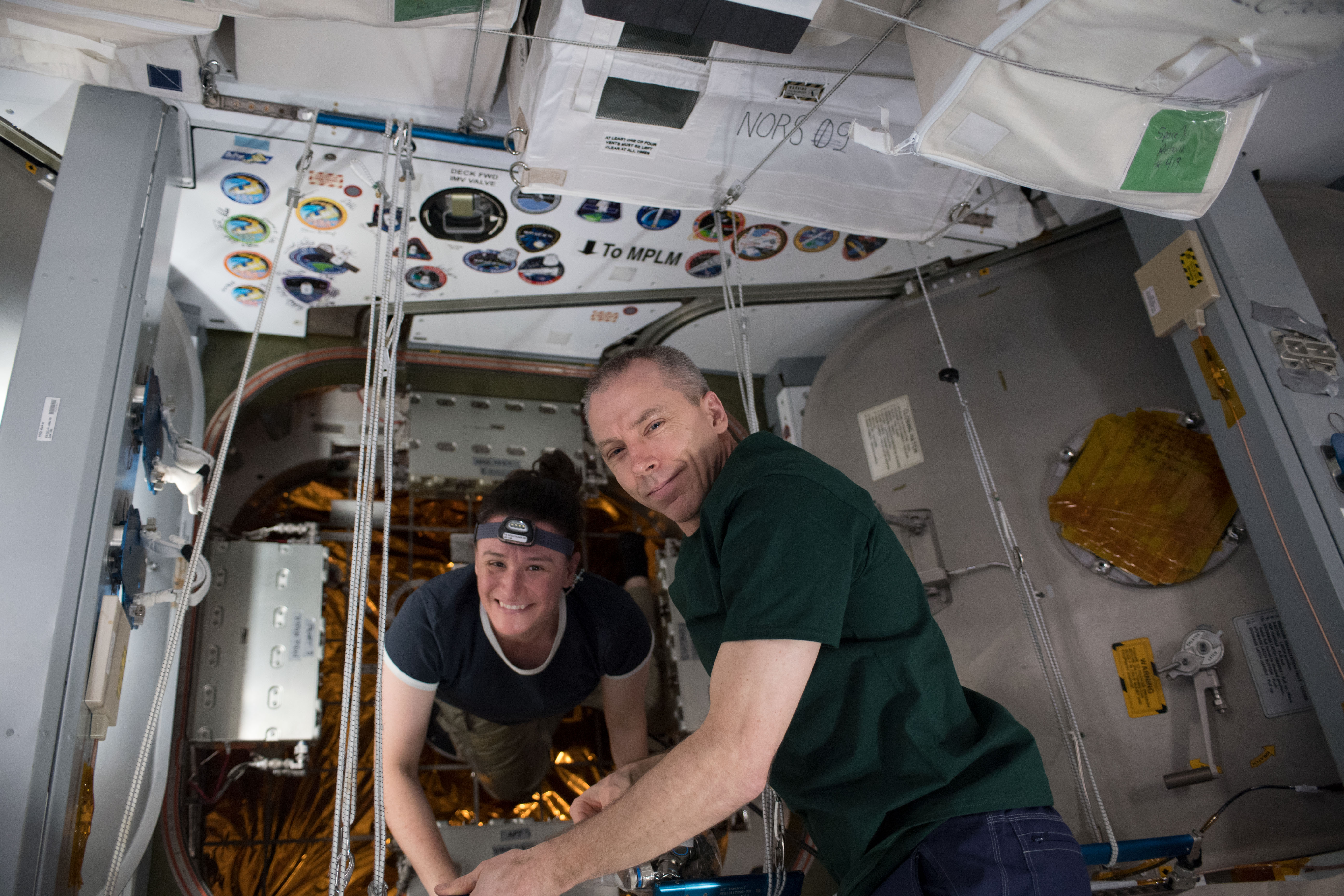
Feustel et Auñón-Chancellor déchargeant le Dragon CRS-15
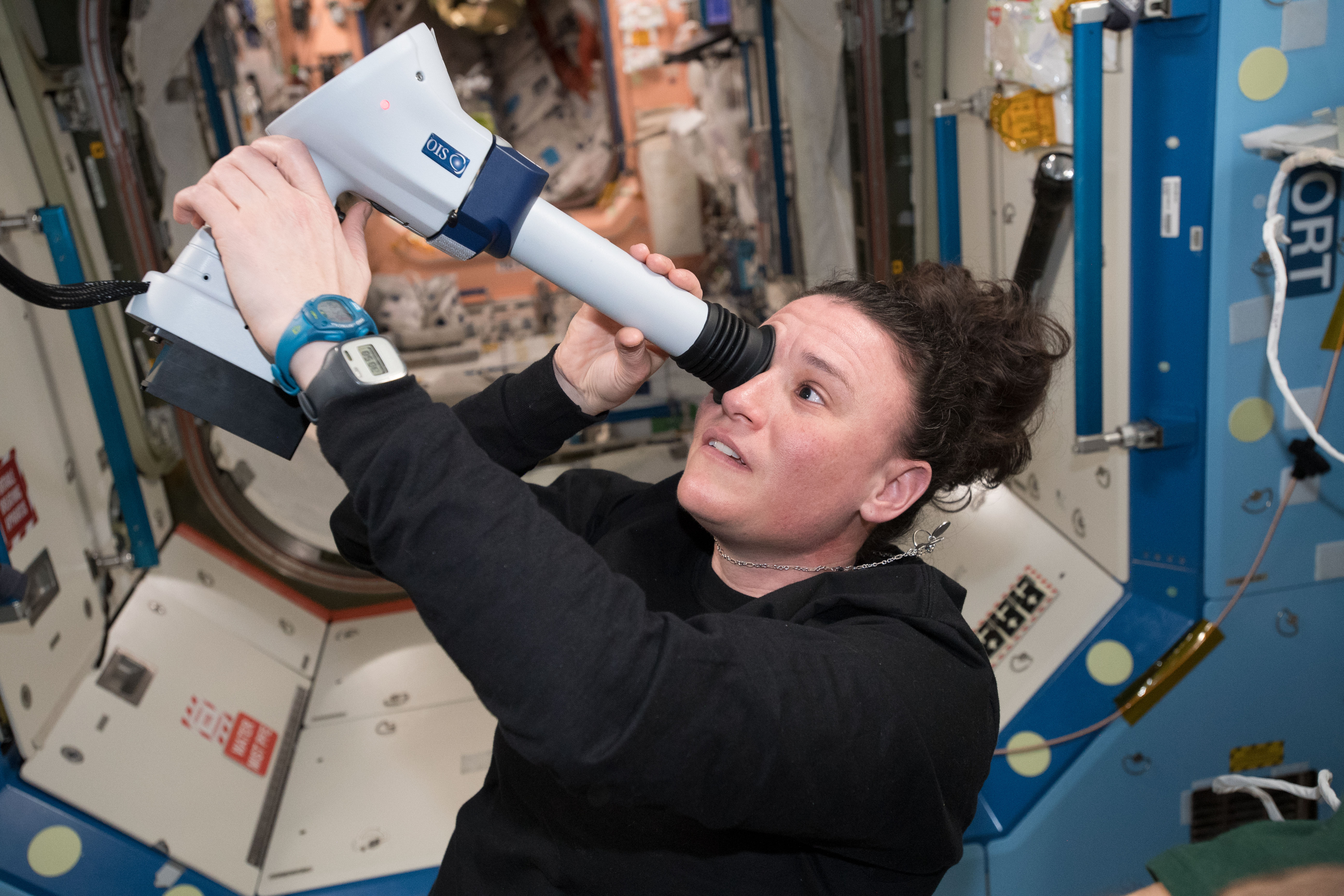
Auñón-Chancellor étudie son œil avec un fundoscope
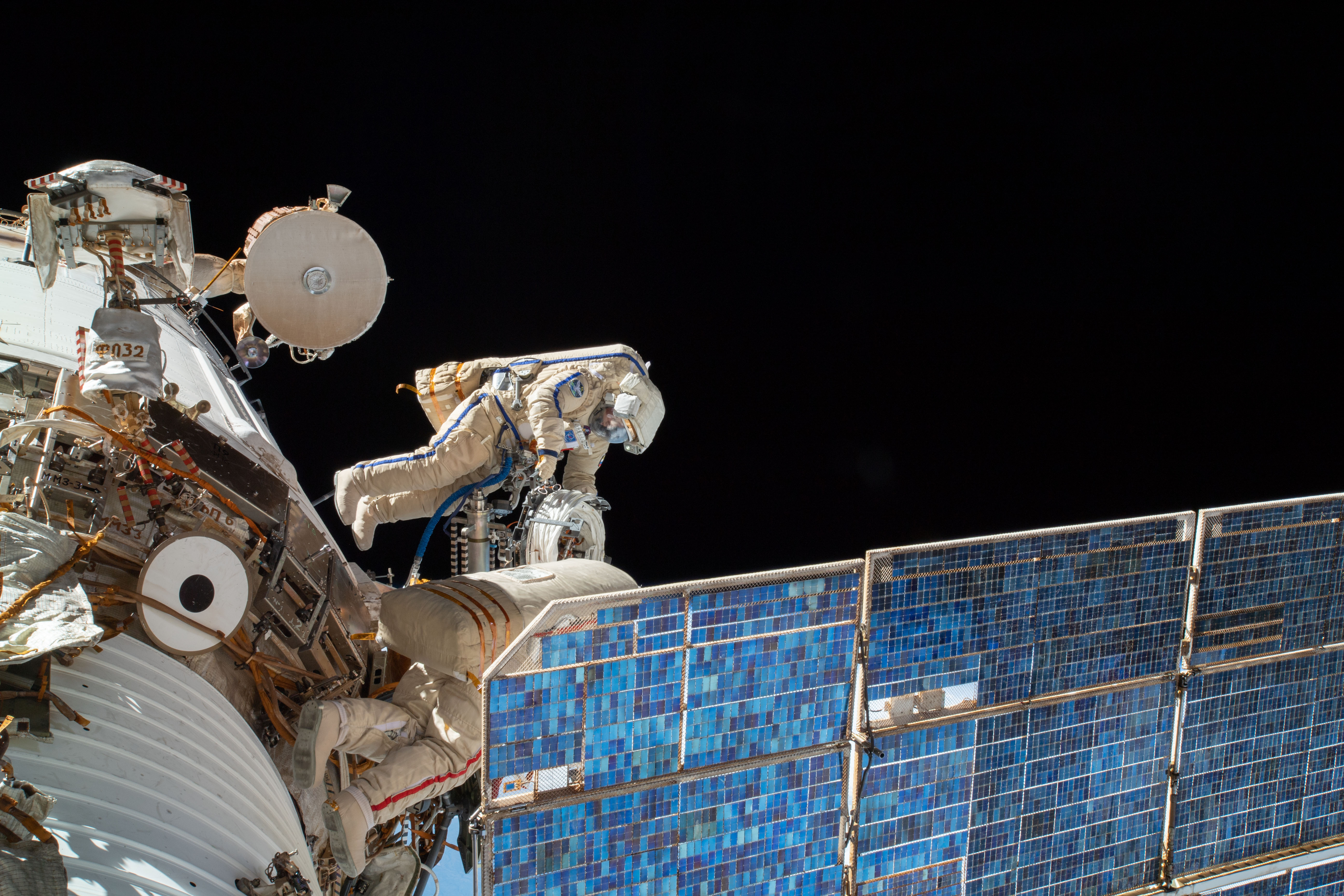
Sergey Prokopyev et Oleg Artemyev (partiellement caché) durant une sortie extra-véhiculaire
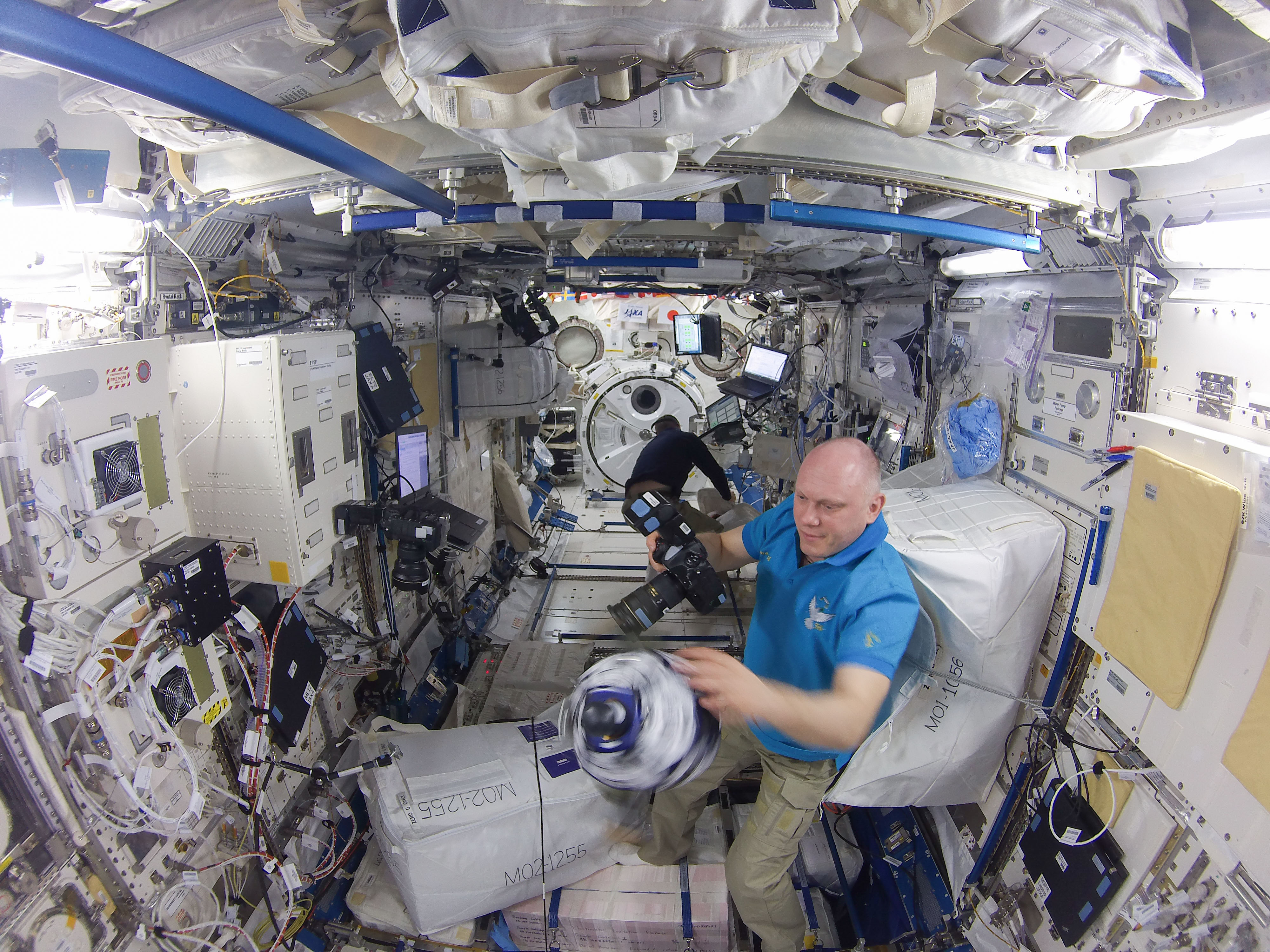
Ricky Arnold et Oleg Artemyev au travail dans le laboratoire Kibo
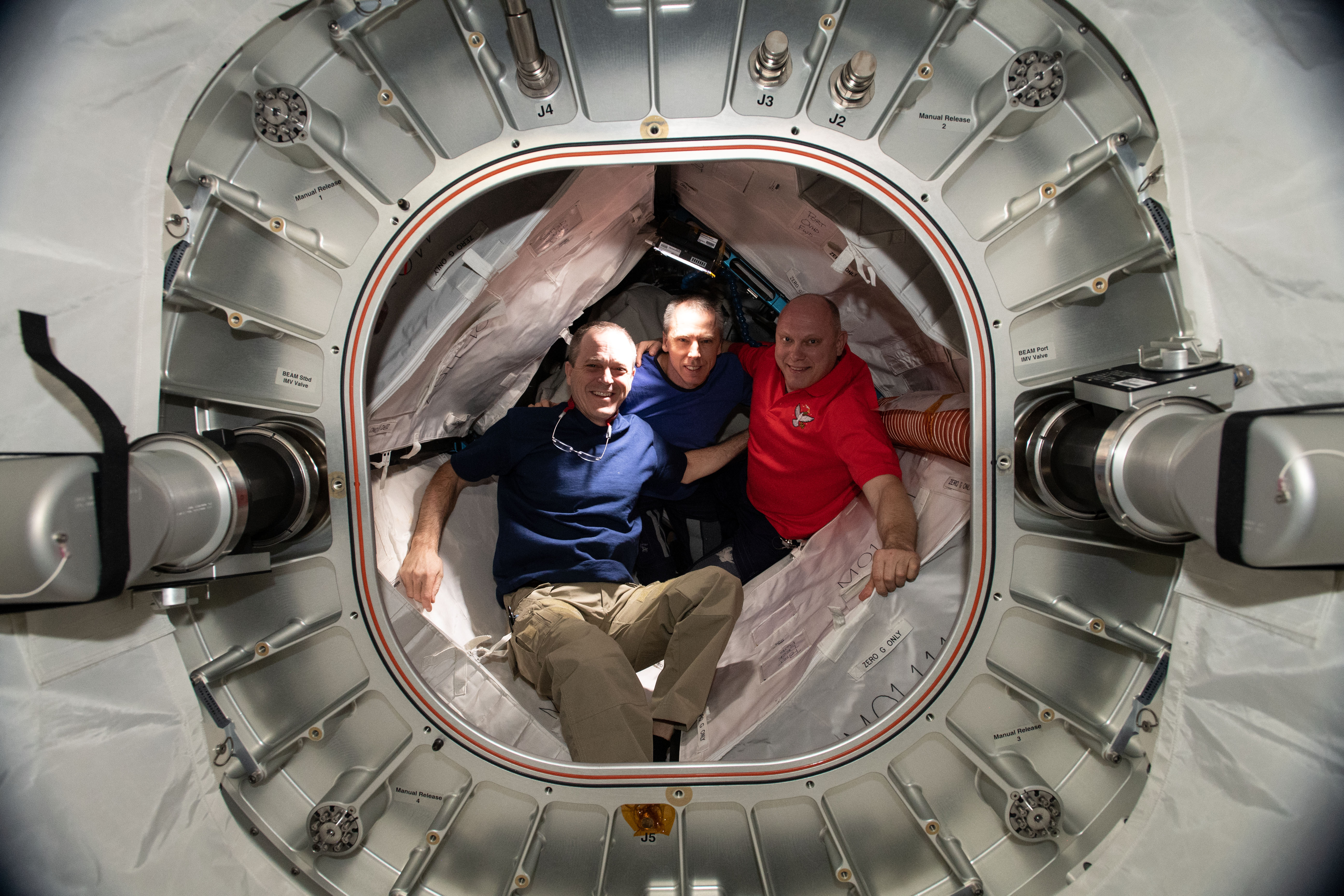
Arnold, Feustel et Artemyev à l'intérieur du BEAM